# Dysk hybrydowy

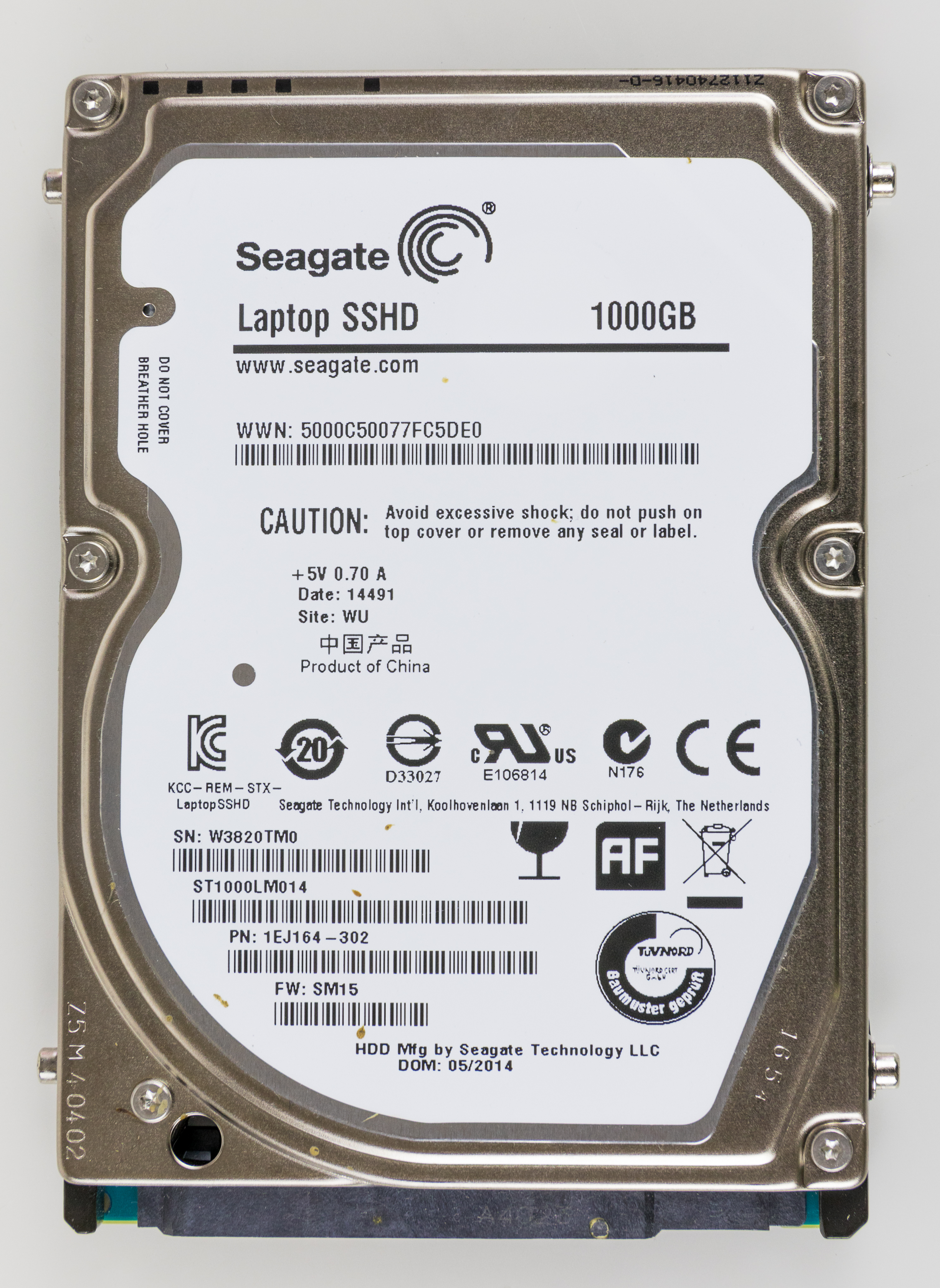
Dysk SSHD Seagate 1000 GB

Dysk hybrydowy, HHD lub SSHD (od ang. hybrid hard drive, Solid-State Hybrid Drive) – dysk komputerowy będący dyskiem twardym, w którego obudowie umieszczono moduł pamięci flash typu SLC NAND (stosowanej między innymi w dyskach półprzewodnikowych, pamięciach USB i kartach pamięci).
Dysk ten jest połączeniem tych dwóch typów pamięci i łączy zalety obydwu technologii: szybkość odczytu i dostępu do danych pamięci flash oraz pojemność zwykłego dysku twardego. Dyski hybrydowe współpracują z interfejsem SATA. Seagate Technology wprowadziła tę technologię do swoich dysków 2,5" oraz 3,5" i używa do ich identyfikacji skrótowca SSHD (ang. solid-state hybrid drive). Dyski te oprócz standardowego cache'u posiadają wbudowaną pamięć flash typu MLC NAND o pojemności 4 lub 8 GB.